# Xylocopa basalis
Xylocopa basalis är en biart som beskrevs av Smith 1854. Xylocopa basalis ingår i släktet snickarbin, och familjen långtungebin. Inga underarter finns listade i Catalogue of Life.